# Fluxys
Fluxys est un groupe d’infrastructures de transport de gaz naturel basé en Belgique et actif sur le marché européen. C'est un opérateur dans le transit de gaz naturel qui combine des activités de transport et de stockage de gaz, de terminalling de gaz naturel liquéfié (GNL) aux ports de Zeebruges et Dunkerque.
Le réseau de Fluxys Belgium, qui est détenue à 89,97 % par Fluxys et dont le solde est coté sur le marché secondaire de Euronext, compte un peu plus de 4 100 kilomètres de canalisations et est utilisé aussi bien pour le transport du gaz naturel en Belgique, que pour le transport de frontière à frontière vers d'autres marchés de consommateurs finaux. Le réseau belge de transport de gaz naturel raccorde 17 gestionnaires de réseaux de distribution (qui à leur tour, se chargent de la distribution du gaz naturel aux ménages et aux PME), environ 250 consommateurs finaux industriels et centrales électriques.
À travers les participations de Fluxys dans différentes sociétés, des services de transport sont également commercialisés par Interconnector (UK),BBL Company, Fluxys TENP, FluxSwiss et Fluxys Deutschland. Fluxys a récemment investi dans la société TAP afin d'acheminer du gaz en provenance d'Azerbaïdjan vers l'Italie à travers la Turquie, la Grèce et l'Albanie.
Le pendant de Fluxys pour le réseau électrique est Elia.

## Historique

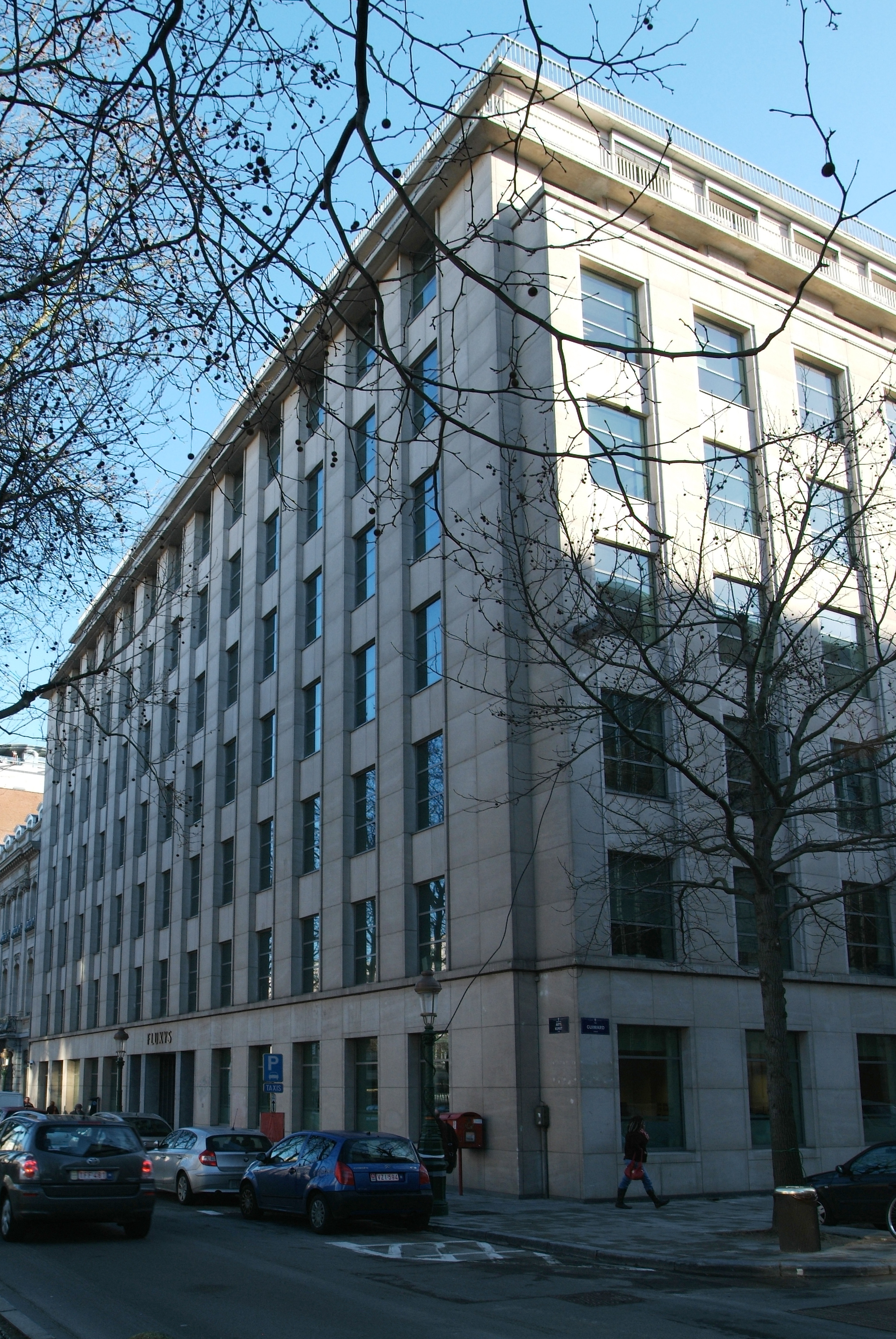
Locaux Fluxys

En Belgique, l'achat, la vente, le stockage, le transport de gaz naturel ainsi que le terminalling étaient historiquement pris en charge par la société Distrigaz. En mars 2001, la Commission européenne publie une proposition en vue d'accélérer l'ouverture du marché gazier intérieur. Le 16 juillet 2001, Le parlement fédéral belge approuve plusieurs amendements à la loi gazière du 29 avril 1999.
Le 30 novembre 2001, la scission partielle de Distrigaz mène à la constitution de Fluxys. Les participations de Fluxys étaient détenues à l'époque par Belgian Shell, Tractebel (filiale de Suez), Fluxhold et Publigaz (holding de communes belges), tandis que 16,71 % des parts sont listées sur le Premier Marché de Euronext Brussels. L’État Belge détient une action spécifique, dénommée Golden share.
En 2010, 89,97 % des parts sont détenues par Publigaz, tandis que le solde (10,03 %) se trouve sur le marché secondaire de NYSE Euronext Brussels. Cette même année, la structure du groupe est revue pour tenir compte des dernières évolutions de la législation belge en matière d’indépendance des gestionnaires de réseau vis-à-vis des fournisseurs de gaz naturel.
En mars 2011, la Caisse de dépôt et placement du Québec (CDPQ), acquiert une participation de 10 % dans le capital de Fluxys G, la société mère de Fluxys SA, à travers une augmentation de capital de 150 millions €.  
Le 8 mai 2012, Fluxys change de nom et devient Fluxys Belgium, la société mère Fluxys G est rebaptisée Fluxys. Fin 2012, Fluxys procède à une augmentation de capital de plus de 140 millions €. La Société Fédérale de Participations et d'Investissement (SFPI) acquiert une participation d’environ 2 % dans l’entreprise.
La structure actionnariale actuelle de Fluxys est composée de Publigaz qui détient 77,7 % des parts, CDPQ 20 %, SFPI 2,1 % et enfin les employés et la direction 0.2%. La Golden share détenue par l’État Belge s'applique quant à elle à Fluxys Belgium.
Fin 2018, EDF privatise le Dunkerque LNG au profit de Fluxys qui augmente sa participation de 25 à 36% avec AXA et Crédit Agricole.

## Actionnaires
Au 22 avril 2019
| Nom                                  | Actions   | %     |
| Publigaz - Publigas                  | 4 713 540 | 40,2% |
| BNP Paribas Asset Management Belgium | 82 775    | 0,71% |
| Degroof Petercam Asset Management    | 48 688    | 0,41% |
| Candriam Belgium                     | 16 525    | 0,14% |

Depuis 2012, le Président des Conseils d'administration de Fluxys et de Publigaz-Publigas est Daniël Termont, le bourgmestre sp.a de Gand jusqu'en 2019. Son mandat arrivera à échéance en 2021.

## Grands projets
En 2013, Fluxys devient actionnaire du Trans Adriatic Pipeline, un projet de gazoduc qui devrait acheminer du gaz en provenance d'Azerbaïdjan vers l'Italie. Ce projet fait l'objet d'une solide opposition critique de la part de groupes de citoyens locaux dans la région du Salento dans les Pouilles où a été fixé le point de connexion.
Fluxys détient une participation de 16,5 % dans le projet EUGAL (European Gas Pipeline Link) en Allemagne. Les deux gazoducs transportent du gaz du nord de l'Allemagne jusqu'à la frontière avec la République tchèque. La construction du premier gazoduc a commencé en août 2018 et le second à la mi-2019. Le pipeline devrait être mis en service en 2020.
Un cinquième réservoir de stockage sera construit à Zeebrugge pour l'approvisionnement supplémentaire de Gaz Naturel Liquéfié en provenance de Russie. Le réservoir entrera en service en 2019.
En raison de la baisse de production des champs gaziers néerlandais de Groningue d'ici 2022, la Belgique devra se passer du gaz à faible pouvoir calorifique (dit "pauvre") au gaz à fort pouvoir calorifique (dit "riche").
En 2019, Fluxys s'associe avec Colruyt Group pour un projet d'installation de 12 à 25 MW (extensible) d'une usine de conversion en hydrogène d'électricité issue de l'éolien en mer, à échelle industrielle.

## Réglementation de Fluxys
Réglementée par la loi, Fluxys est un monopole ; elle gère seule le réseau de distribution gazier belge. Pour la fixation des tarifs, le gouvernement a désigné la CREG, la Commission de régulation de l'électricité et du gaz, comme régulateur.

## Accident majeur en 2004
Le 30 juillet 2004, l'entreprise a fait la une des journaux en raison d'une forte explosion de gaz ayant fait 24 morts et 123 blessés et brûlés (principalement des travailleurs et des pompiers) dans la ville de Ghislenghien dans la commune d'Ath.

## Controverses

### Énergie fossile et lobbying
Le gaz est une énergie fossile et d'après l'Agence internationale de l'énergie, il est responsable en 2017 de 20,5 des émissions de CO2 dues à l'énergie. Sa progression dans le mix énergétique est de 79,5 % depuis 1990 . Fluxys continue pourtant à augmenter sa demande et à financer des infrastructures pour les décennies à venir alors que c'est une menace importante de contribution au réchauffement climatique.
Les sociétés gazières et leurs groupes d'intérêt ont investi plus de 100 millions d'euros (en 2016) dans la lobbying pour promouvoir le gaz en tant que carburant propre de transition vers les énergies renouvelables. En 2018, collectivement, Snam, Fluxys, Enagás et GRTgaz, les 4 plus gros fournisseurs d'Europe ont dépensé 900 000 euros en lobbying à Bruxelles. Fluxys a participé à ces tractations en dépensant entre 50 et 100000 € avec 4 lobbyistes internes et en participants à 8 groupes d'intérêt, entre autres Gas Infrastructure Europe ou Gas for Climate. 

### Trans Adriatic Pipeline
Depuis 2013, Fluxys possède 19% de la société qui met en place le projet très controversé du TAP. En particulier dans la région du Salento dans les Pouilles où il fait l'objet d'une solide opposition critique de la part de groupes de citoyens locaux.

### Importation de gaz russe
Les terminaux de Zeebruges et Dunkerque sont parmi les principaux ports européens à accueillir des navires méthaniers en provenance du Grand nord russe depuis que le projet gazier Yamal LNG est entré en activité fin 2017. Le transport utilise le passage du Nord-Est en dehors des périodes de gel et compte sur le réchauffement climatique pour être disponible de plus en plus longtemps dans l'année. Ce qui met à mal une région déjà très fragile.

### Importation de gaz de schiste des Etats-Unis
Via le port de Dunkerque, Fluxys importe du gaz nord-américain issu de la fracturation hydraulique vers l'Europe. Celles-ci avaient commencé au Portugal en 2016 et ont continué à augmenter en 2018, notamment via Dunkerque. Ces importations encouragent l'exploitation du gaz de schiste aux États-Unis, avec des conséquences environnementales et sanitaires dévastatrices. 

### Azerbaïdjanet corruption
En 2013, le rapport Strässer sur la situation des prisonniers politiques en Azerbaïdjan a été rejeté par le Conseil de l'Europe sous l'influence de lobbys de défense des intérêts du pays surnommé "Caviar Democracy." Ce lobbying aurait un lien direct avec le projet Trans Adriatic Pipeline.

### Reversement des dividendes aux intercommunales wallonnes
Les structures intercommunales wallonnes, à travers la société Nethys, sont tellement nombreuses que les communes du sud du pays ne profite presque pas des reversement élevés en dividendes de Publigaz. Ce qui n'est pas du ressort direct de Fluxys mais bien de Nethys qui passe par la société Socof, actionnaire directe de Publigaz elle même actionnaire de Fluxys. 